# MASE
MASE (фр. Manufacture d'Autos, Outillage et Cycles) је била француска компанија за производњу аутомобила и бицикала.

## Историја компаније
Рене Ајфел, унук Густава Ајфела, 1921. године основао је компанију у Сент Етјену и почео производњу аутомобила. Име бренда је MASE. Пројектант је био Неморе Козан (фр. Nemorin Causan). Крајем 1924. године, господин Дегут је преузео производњу, да би 1925. године фабрика прекинула са радом.

## Аутомобили
Компанија је на почетку представила два модела са сопственим четворо цилиндричним мотором, OHV вентилима, запремне 904 см³ и 1.108 см³. Од 1924. године у своје аутомобиле уграђују моторе произвођача уграђени мотор CIME запремине 1098 см³. Према другим изворима, сопствени мотор запремине 995 см³ или моторе произвођача Руби од 995 см³ и 1100 см³.